# Hamzeh Odtalla
Hamzeh Mohammed Youssef Odtalla (ur. 1 października 1995) – jordański zapaśnik walczący przeważnie w stylu klasycznym. Zajął ósme miejsce na mistrzostwach Azji w 2018. Srebrny i brązowy medalista mistrzostw arabskich w 2015 i srebrny w 2018 roku.